# 北村弘一
北村 弘一（きたむら こういち、1931年〈昭和6年〉12月18日 - 2007年〈平成19年〉10月2日）は、日本の声優、俳優。大阪府出身。マウスプロモーションに所属していた。
娘は、女優の木村奈津子。

## 来歴
1945年、旧制中学2年生の時に終戦を迎え、翌年に当時避難していた満洲国から日本へ帰国。その後は日本の学校に転入したが、全てに対して凄く懐疑的になり「これからどういう風に自分の人生を求めていけばいいのか」と思い、哲学研究会、社会研究会を結成し、勉強する。
その後、中々これだというものが掴めないまま文芸部にいたが、学校創立記念日に芝居をすることになり、その町あった劇団で基礎を学ぶ。そこで芝居の面白さを知り、その劇団に誘われて入団した。
早稲田大学文学部演劇科に進学し、学生劇団に所属。その後、新演劇研究所を経て新劇の劇団に入団し、舞台俳優として活動。
文化放送に入所した際、朝の連続ラジオドラマのアシスタントディレクターとして就職していた学生劇団の後輩に「そんな情けない暮らしをしているなら、ラジオドラマに出してあげる」と言われる。当時所属していた劇団はマスコミの仕事を禁止していたが、「朝の短い時間だから、名前を変えれば大丈夫」と言われそのラジオドラマにレギュラー出演したが、後にこの件がバレて劇団を退団。なお、この時に出演のため付けられた偽名がそのまま芸名となった。
以降はプロダクションに所属して『月光仮面』の警官役などテレビドラマに出演。その後、映画の生放送のアテレコに参加して声優としての活動を始める。
それまでに所属は、劇団ぶどうの会、プレイヤーズ・センター、劇団七曜会、土の会、俳優企画、東京俳優生活協同組合と変遷。
1969年、江崎プロダクションの創立に参画。同事務所がマウスプロモーションとなった後も所属した。
2007年頃から持病が進行し、『ザ・シンプソンズ MOVIE』の吹き替えのオファーが来た時点でスタジオ入りできないほどに悪化していたため、伊井篤史が代役を務めた。
2007年10月2日、肺炎のため東京都新宿区の病院で死去。75歳没。

## 人物
方言は関西弁。特技は乗馬。
役柄としては、誠実な老人役、執事役、老博士役で知られており、生前のサンプルボイスでも「若い頃から老人の役をやっていたが、いつの間にか自分もそういう年齢になった」と語っていた。1997年頃では「京都や鎌倉などのお寺めぐりに凝っている」と語り、「年ですねぇ」ともコメントしていた。
ディズニーキャラクター・スクルージ・マクダックの専属声優であった。
マウスプロモーション付属養成所では講師をしており、生徒に、最初に入団した劇団の研究生で教えてもらっていた朗読を教えていた。

## 後任
北村の死後、持ち役を引き継いだ人物は以下の通り。
| 後任           | 役名                                 | 作品                              | 後任の初出演                                                                     |
| -------------- | ------------------------------------ | --------------------------------- | -------------------------------------------------------------------------------- |
| 梅津秀行       | イピ                                 | 『ラマになった王様』              | 『ラマだった王様 学校へ行こう!』                                                 |
| 関根信昭       | 木耳持兼                             | 『忍たま乱太郎』                  | 17期                                                                             |
| 伊井篤史       | スクルージ・マクダック               | 「ディズニー」                    | 『ディズニー・シンク 早押しクイズ』                                              |
| 伊井篤史       | チャールズ・モンゴメリ・バーンズ社長 | 『ザ・シンプソンズ』              | 『ザ・シンプソンズ MOVIE』劇場公開版                                             |
| 伊井篤史       | ウォルドーフ                         | 「マペットシリーズ」              | 『スタジオDC:オールスター・ライブ』                                              |
| 八木光生       | ねぼすけ                             | 『白雪姫』1980年公開版            | 『キングダム ハーツ バース バイ スリープ』                                       |
| 小形満         | チャールズ・モンゴメリ・バーンズ社長 | 『ザ・シンプソンズ』              | 『ザ・シンプソンズ MOVIE』オリジナル版およびシーズン15以降                       |
| 小川真司       | アルフレッド・ペニーワース           | 『バットマン』                    | 『バットマン ゴッサムナイト』                                                    |
| 納谷六朗       | 関谷直忠                             | 『天誅』                          | 『天誅 4』                                                                       |
| うえだゆうじ   | 本屋さん                             | 『おじゃる丸』                    |                                                                                  |
| 大木民夫       | ヤギ画伯                             | 『それいけ!アンパンマン』         |                                                                                  |
| 大木民夫       | 柏崎念至                             | 『るろうに剣心 -明治剣客浪漫譚-』 | 『るろうに剣心 -明治剣客浪漫譚- 新京都編』                                       |
| 外波山文明     | 両津勘兵衛                           | 『こちら葛飾区亀有公園前派出所』  | 『こちら葛飾区亀有公園前派出所 勝てば天国!負ければ地獄! 両津流 一攫千金大作戦!』 |
| 山寺宏一       | おそうじまん                         | 『それいけ!アンパンマン』         |                                                                                  |
| 田中亮一       | 中尾監督                             | 『ナイン』                        | 『アオイホノオ』                                                                 |
| チョー         | トリガー                             | 『ロビン・フッド』                | DVD追加吹替部分                                                                  |
| 二又一成       | こてつじいさん                       | 『それいけ!アンパンマン』         |                                                                                  |
| 二又一成       | ウーロンさん                         | 『それいけ!アンパンマン』         | 第1529話Aパート                                                                  |
| 井川秀栄       | エディ                               | 『ザ・シンプソンズ』              | シーズン15以降                                                                   |
| 稲葉実         | クローバー                           | 『ONE PIECE』                     | 第1042話                                                                         |
| 越後屋コースケ | ハリー・ゴールドマン                 | 『デルタ・フォース』              | 完声版追加収録部分                                                               |

## 出演（俳優）

### テレビドラマ
- 月光仮面（警官 他）
- 大河ドラマ
  - 竜馬がゆく（精庵）
  - 国盗り物語（武士）
  - 元禄太平記（町人）

## 出演
太字はメインキャラクター。

### テレビアニメ
1965年
- スーパージェッター（ギャラクシー）

1967年
- リボンの騎士（シャルネ殿下、医者）

1968年
- アニマル1（東四郎）
- 佐武と市捕物控（佐平次）

1969年
- どろろ（徳兵衛）
- ムーミン（1969年 - 1972年、ヘムル、ご先祖様） - 2シリーズ

1970年
- あしたのジョー（1970年 - 1971年）
- いなかっぺ大将（医師）
- 巨人の星（1970年 - 1971年）
- サザエさん（蕎麦屋の出前）

1971年
- アニメンタリー 決断
- さすらいの太陽
- 天才バカボン（1971年 - 1972年、先生 他）
- ふしぎなメルモ（ワレガラス、神様B）
- ルパン三世（1971年 - 1972年）

1972年
- 赤胴鈴之助
- おんぶおばけ（和尚さん）
- 樫の木モック（社長、紳士）

1973年
- 空手バカ一代（1973年 - 1974年）
- けろっこデメタン（雨太郎）
- 新造人間キャシャーン（おじいちゃん）
- ジャングル黒べえ
- ど根性ガエル（1973年 - 1974年）
- 山ねずみロッキーチャック（ロッキーの父）
- ワンサくん（幸太の父）

1974年
- エースをねらえ!
- 科学忍者隊ガッチャマン（ミスノ博士）
- 小さなバイキングビッケ（ウローブじいさん）

1975年
- 元祖天才バカボン（1975年 - 1977年）
- タイムボカン（ダビンチ）
- はじめ人間ギャートルズ
- ラ・セーヌの星（パパ）

1976年
- ハックルベリィの冒険（サッチャー）
- ポールのミラクル大作戦（イソガシおじいさん、長老）

1977年
- 家なき子（アラン〈初代〉）
- 一発貫太くん（郷満太、黒木）
- シートン動物記 くまの子ジャッキー（カーター）
- ヤッターマン（ヘルメット、皇帝）

1978年
- 女王陛下のプティアンジェ（ロード）
- 宝島（1978年 - 1979年、フリント、レッドルース）
- ペリーヌ物語（レオーネ）
- 無敵鋼人ダイターン3（1978年 - 1979年、ギャリソン時田）
- ルパン三世 (TV第2シリーズ)（1978年 - 1980年）

1979年
- アニメーション紀行 マルコ・ポーロの冒険（チャンパ国王）
- ゼンダマン（ボケの仙人）
- 闘士ゴーディアン（大滝キョウタロウ、サクシダー）
- ドカベン（藪居、仙人）
- 科学忍者隊ガッチャマンII（リッチマン三世）
- 野球狂の詩（スカウトA、大島）

1980年
- おじゃまんが山田くん（後藤監督、ジョージ・ワシントン、森中）
- 鉄腕アトム (アニメ第2作)（空港長、アッチ博士）
- ニルスのふしぎな旅（ブライアン）
- フウムーン
- ベルサイユのばら

1981年
- あしたのジョー2
- うる星やつら（面堂の祖父）
- おはよう!スパンク
- 家族ロビンソン漂流記 ふしぎな島のフローネ（ゲルハルト）
- 新・ど根性ガエル（1981年 - 1982年）
- 釣りキチ三平（新兵衛）
- 忍者ハットリくん
- ハロー!サンディベル
- ヤットデタマン（和尚、ナインシュタイン博士）
- ワンワン三銃士（店の主人）

1982年
- 科学救助隊テクノボイジャー（トーマス）
- 逆転イッパツマン（ベリージョーダン）
- 少年宮本武蔵 わんぱく二刀流（村長）
- 太陽の子エステバン（1982年 - 1999年、クラカ、パパマカヨ）
- ダッシュ勝平（桜の丘高校コーチ、親父）

1983年
- イタダキマン（市長）
- キャッツ・アイ
- キャプテン
- 子鹿物語（フォレスタ）
- スペースコブラ
- 超時空世紀オーガス（ゴーヴ）
- ナイン（中尾監督）
- まんが日本史（豊臣秀吉）
- 未来警察ウラシマン（サイエンティストQ）

1984年
- OKAWARI-BOY スターザンS（ササヤフ）
- フクちゃん（横山病院の先生）
- ルパン三世 PARTIII（1984年 - 1985年）

1985年
- 星銃士ビスマルク（オルメク）
- タッチ（1985年 - 2001年、監督 / 西尾、サイモン） - 1シリーズ+特別編2作
- 名探偵ホームズ（ギンガム社長）

1986年
- あんみつ姫（水戸黄門、酋長、かのこの父）
- ゲゲゲの鬼太郎（第3作）（1986年 - 1988年、おどろおどろ、山田、おんもらき、山神）
- ドテラマン（タメイ鬼）
- ハイスクール!奇面組（陸奥五郎、神主）
- Bugってハニー（1986年 - 1987年）
- ロボタン

1987年
- 愛の若草物語（デイビス先生）
- エスパー魔美（紳士）
- シティーハンター（情報屋、耕造）
- ついでにとんちんかん（何寸念）
- 陽あたり良好!（監督）
- 北斗の拳2（ペテロ）

1988年
- 美味しんぼ（1988年 - 1992年、富二郎、陳陸雄、斉藤シェフ、相川料理長〈2代目〉、甘田）
- 小公子セディ（ジェファーソン）
- それいけ!アンパンマン（1988年 - 2003年、やぎ画伯〈初代〉、やぎじいさん〈初代〉、うずまきまん〈初代〉、パイナップル村長〈初代〉、ロバじいさん〈初代〉、そうめん和尚〈初代〉、こてつおじさん〈初代〉、ウーロンさん〈初代〉、ゴマすり和尚〈2代目〉）
- 闘将!!拉麵男（占い師）
- のらくろクン（新小岩博士、課長）
- ハーイあっこです（太一）

1989年
- 青いブリンク（警部、主人、サム）
- ウルトラB（大使）
- 昆虫物語 みなしごハッチ（1989年 - 1990年、長老、カミキリのおじいさん、アリジィ）
- ビリ犬なんでも商会（夢野博士）

1990年
- 雲のように風のように（真野）
- 三丁目の夕日（茶川竜之介 他）
- それいけ!アンパンマン みなみの海をすくえ!（うずまきまん）
- たいむとらぶるトンデケマン!（ガリレオ）
- 平成天才バカボン（校長、手品師、紅トカゲ団のボス）
- まじかるハット（オワル）
- らんま1/2 熱闘編（熊次郎、老人）
- RPG伝説ヘポイ（1990年 - 1991年、パル爺ちゃん）
- 笑ゥせぇるすまん（1990年 - 1992年、富山壮吉、向井誓司）

1991年
- チンプイ（沢田）
- 丸出だめ夫（教頭）
- ルパン三世 ナポレオンの辞書を奪え（老学者）
- わたしとわたし ふたりのロッテ（ガベーレ）

1992年
- 楽しいムーミン一家 冒険日記（保安官）
- 姫ちゃんのリボン（大王様）
- ルパン三世 ロシアより愛をこめて（ブッチュ）

1993年
- クッキングパパ（金山庄衛門）
- 剣勇伝説YAIBA（僧正）
- コボちゃん
- ツヨシしっかりしなさい（勘吉）
- 忍たま乱太郎（1993年 - 1995年、木耳持兼〈初代〉、佃弐左衛門〈初代〉）

1994年
- SAMURAI SPIRITS 〜破天降魔の章〜（不知火幻庵）
- 幽☆遊☆白書（妖駄）

1995年
- 十二戦支 爆烈エトレンジャー（平三）
- 闘魔鬼神伝ONI（長老）
- 飛べ!イサミ（花丘観柳斉）
- NINKU -忍空-（ガウニー）
- バーチャファイター（舜帝）
- ビット・ザ・キューピッド（バッカス）
- 魔法陣グルグル（フェイフェイ）

1996年
- ゲゲゲの鬼太郎（第4作）（徐福）
- こちら葛飾区亀有公園前派出所（両津勘兵衛、浦島太郎）
- ドラゴンボールGT（エスカ）
- モジャ公（ムジャンカ）
- YAT安心!宇宙旅行（ムサシ）
- ルパン三世 トワイライト☆ジェミニの秘密（ブルトカリー）
- るろうに剣心 -明治剣客浪漫譚-（柏崎念至、谷）

1997年
- 手塚治虫の旧約聖書物語（年長の男）
- ポケットモンスター（リュウ）
- 夢のクレヨン王国（ベーツル将軍）
- マッハGoGoGo（第2作）（シュタイン）

1998年
- おじゃる丸（本屋さん〈初代〉）
- スーパードール★リカちゃん（老人）
- 星方武侠アウトロースター（ハドゥル）

1999年
- ごぞんじ!月光仮面くん（旧月光仮面）
- 週刊ストーリーランド（主治医、大臣）
- トラブルチョコレート（1999年 - 2000年、NG湖のヌシ、ナレーション）

2000年
- サクラ大戦TV（花小路頼恒）
- 陽だまりの樹（猪河玄昌）

2001年
- 砂漠の海賊!キャプテンクッパ（チヂム）
- デジモンテイマーズ（趙先生）
- はじめの一歩（なんば拳闘会会長）
- グラップラー刃牙（彫達、御輿芝喜平)

2002年
- パタパタ飛行船の冒険（ゴードン医師）
- ペコラ（カミクッタ博士）
- 満月をさがして（老紳士）

2003年
- GAD GUARD（ゲイリー）
- 高橋留美子劇場 人魚の森（おとう）
- 人間交差点（教授）
- LAST EXILE（アナトレー皇帝）
- ルパン三世 お宝返却大作戦!!（トカレフ）
- わがまま☆フェアリー ミルモでポン! ごおるでん（ジダイ）

2004年
- KURAU Phantom Memory（老人）
- 攻殻機動隊 STAND ALONE COMPLEX（老人）
- 金色のガッシュベル!!（爺）
- 最遊記RELOAD GUNLOCK（悟空のコマ）
- ドラえもん（玉子の父）
- MONSTER（2004年 - 2005年、ヴォルフ将軍）

2005年
- ギャラリーフェイク（長老）
- 戦国英雄伝説 新釈 眞田十勇士 The Animation（本多佐渡守正信）
- 名探偵コナン（2005年 - 2006年、狩谷大策、岡野）

2006年
- ONE PIECE（クローバー博士）

2007年
- まじめにふまじめ かいけつゾロリ（おかっぱ）

### 劇場アニメ
1980年
- あしたのジョー

1981年
- ドラえもん のび太の宇宙開拓史（メス）

1982年
- 新・ど根性ガエル ど根性・夢枕

1983年
- ゴルゴ13（アルバート）
- はだしのゲン（主人）

1985年
- カムイの剣（伊賀の頭領）

1986年
- タッチ 背番号のないエース（監督）
- タッチ2 さよならの贈り物（西尾監督）
- 時空の旅人（隊長、オルガンチーノ）
- はだしのゲン2（松西）

1987年
- 宝島（レッドルース）
- タッチ3 君が通り過ぎたあとに（西尾監督）
- ドラえもん のび太と竜の騎士（部長）
- バリバリ伝説

1988年
- AKIRA
- うる星やつら 完結篇（ラムのおじいさん）※ウパと誤表記

1989年
- 伊勢湾台風物語（熊田校長）
- NEMO/ニモ（ジーニアス教授）
- ドラえもん のび太の日本誕生（長老）

1990年
- キムの十字架（ヘンジュ）

1991年
- アルスラーン戦記（ジャン・ボダン大司教）
- 武者・騎士・コマンド SDガンダム緊急出撃（博士）

1992年
- アップフェルラント物語（レーンホルム博士）
- 走れメロス（村長）
- せんぼんまつばら 川と生きる少年たち（荻村藤市）

1994年
- 平成狸合戦ぽんぽこ
- らんま1/2 超無差別決戦!乱馬チームVS伝説の鳳凰（店主）

1996年
- ドラえもん のび太と銀河超特急（忍者の先生）

1997年
- ウルトラニャン 星空から舞い降りたふしぎネコ（博士）
- それいけ!アンパンマン ぼくらはヒーロー（ヤギ画伯）

1998年
- ウルトラニャン2 ハッピー大作戦（博士）

1999年
- それいけ!アンパンマン 勇気の花がひらくとき（こてつじいさん）

2001年
- サクラ大戦 活動写真（花小路頼恒）

2003年
- ぼくの孫悟空（スボダイ仙人）

### OVA
1969年
- ルパン三世 パイロットフィルム（シネマスコープ版）（明智小五郎）

1985年
- こちら葛飾区亀有公園前派出所（大原大次郎）
- るんは風の中（国語の先生）

1986年
- 装甲騎兵ボトムズ ビッグバトル（チェロキー）

1987年
- スペース・ファンタジア 2001夜物語（ギルフォード、声〈政治家風〉）

1988年
- 世界名作童話全集（船長）
- ワット・ポーとぼくらのお話（イサク）
- 六神合体ゴッドマーズ 十七歳の伝説（ウーラ）

1989年
- 紅い牙 ブルー・ソネット（美倉）
- エンゼルコップ（市原）
- 銀河英雄伝説（レイモンド・トリアチ）
- 独身アパートどくだみ荘
- Hi-SPEED JECY（パオロン）

1990年
- しあわせのかたち（ご隠居、紳士）
- 天外魔境 自来也おぼろ変（家老）
- ミノタウロスの皿（医者）

1991年
- 機動戦士SDガンダム パパルの暁 第103話スギナムの花嫁（町民A）
- 帝都物語（天野順吉）

1992年
- 創世機士ガイアース（ハルディン）
- ダウンロード 南無阿弥陀仏は愛の詩（ヨーコの父）

1993年
- アルスラーン戦記 汗血公路（大司教ボダン）
- 難波金融伝・ミナミの帝王（柳田）
- 紅狼

1994年
- KEY THE METAL IDOL（1994年 - 1997年、巳真武羅尾）
- マクロスプラス（ゴメス将軍）

1997年
- サクラ大戦 桜華絢爛（花小路頼恒）

1998年
- MASTERキートン（パット・キャンベル）

2001年
- めだかの学校（鯉ヶ窪）

2006年
- トップをねらえ2!（長老A）

### ゲーム
1988年
- AKIRA（ミヤコ）

1991年
- 惑星ウッドストック ファンキーホラーバンド（長老）

1992年
- LUNAR THE SILVER STAR（白竜のファイディ）

1993年
- 機装ルーガ（タルコフ）

1996年
- サクラ大戦（花小路伯爵）

1997年
- おどおどおっでぃ（長老）
- スーパーロボット大戦F（1997年 - 1998年、ギャリソン時田） - 2作品
- ルパン三世 カリオストロの城 -再会-（バーチャル館管理人）

1998年
- サクラ大戦2 〜君、死にたもうことなかれ〜（花小路頼恒）
- 玉繭物語（ポト爺、炎の使徒）
- 慟哭 そして…（神田川国昭）
- ブレイヴフェンサー 武蔵伝（執事ユッケル）
- 立体忍者活劇 天誅（関谷直忠）

1999年
- シェンムー（朱元達）
- ロードオブモンスターズ（PS版）（コムト）

2000年
- スーパーロボット大戦α（2000年 - 2001年、ギャリソン時田） - 2作品
- 立体忍者活劇 天誅 弐（関谷直忠）

2001年
- マーメイドの季節（片倉雄三）
- スーパーロボット大戦α外伝（ギャリソン時田）
- ドキドキプリティリーグ Lovely Star（騎犬老人）

2002年
- スーパーロボット大戦IMPACT（ギャリソン時田）
- ときめきメモリアル Girl's Side（ギャリソン伊藤）

2003年
- 第2次スーパーロボット大戦α（ギャリソン時田）
- 007 ナイトファイア（Q）
- 天誅 参（関谷直忠）

2004年
- 3年B組金八先生 伝説の教壇に立て!（犬爺）
- スーパーロボット大戦GC（ルビタイ）

2006年
- スーパーロボット大戦XO（ルビタイ）
- ブレイブ ストーリー ワタルの冒険（ソン村村長）
- るろうに剣心 -明治剣客浪漫譚- 炎上!京都輪廻（柏崎念至）

2012年
- るろうに剣心 -明治剣客浪漫譚- 完醒（柏崎念至） - ライブラリ出演

2020年
- 共闘ことばRPG コトダマン（柏崎念至） - ライブラリ出演

### ドラマCD
- アルスラーン戦記【第2部】1 仮面兵団（チュルク王カルハラ）
- KEY THE METAL IDOL RADIO PROGRAM #2「家族」（巳真武羅尾）
- CDシアター ドラゴンクエストIV（ハルト五世）
- ストリートファイターEX2（祖父）
- ストリートファイターZERO 外伝 〜春麗旅立ちの章〜（じいさん）
- 創竜伝（玉帝）
- マリーのアトリエ 〜ザールブルグの錬金術士〜1 （老木）

### 吹き替え

#### 俳優
ジョン・キャラダイン
- 駅馬車（ハットフィールド）※NET版
- 地獄への逆襲（ボブ・フォード）
- スペース・パイレーツ（テンプラー最高司令官）
- ラスト・シューティスト（ベッカム）※フジテレビ版

#### 映画
- 愛という名の疑惑（コステロ判事）
- 赤い河（ティーラー・ヤシー〈ポール・フィックス〉）
- 赤ちゃんに乾杯! ※フジテレビ版
- 悪魔のくちづけ（エドワーズ医師）
- あなただけ今晩は（管理人〈ハワード・マクニア〉）※TBS版
- アニー（執事）
- アポロ11を追いかけて（ジェローム・ベラミー）
- アマデウス
- 雨のニューオリンズ（ノキ〈アラン・バクスター〉）
- アラスカ魂（アーニー）※テレビ朝日版
- アラバマ物語（陪審長）※テレビ朝日版
- アラベスク
- アルゴ探検隊の大冒険
- アルバレス・ケリー 荒野の大暴走（ピーターソン〈ハリー・ケリー・ジュニア〉）
- アンタッチャブル（ウォルター・ペイン〈ジャック・キーホー〉）※フジテレビ版
- アンドリューNDR114（議長〈ジョージ・ウォレス〉）※ソフト版
- アンナと王様（ジョン・ブラッドリー卿）※機内上映版
- イヴの総て（老俳優）※テレビ東京版
- 怒りのエクスタミネーター/地獄の標的（クレイトン判事）
- イブの三つの顔（フランシス・デイ博士）
- イン・ザ・ベッドルーム
- インディ・ジョーンズ/最後の聖戦（老騎士〈ロバート・エディソン〉）※旧ソフト版・フジテレビ版、（執事〈ヴァーノン・ドブチェフ〉）※旧ソフト版
- ヴァージン・ハンド（テックス・カウリー〈ウディ・アレン〉）
- ウエスタン（駅長）※ソフト版
- エイリアン（ブレット〈ハリー・ディーン・スタントン〉）※LD版
- エクソシスト（トム）※TBS版
- オーバー・ザ・トップ（医者）※フジテレビ版
- 大いなる眠り（スターンウッド将軍〈ジェームズ・スチュアート〉）※TBS版
- 狼よさらば
- オデッサ・ファイル（デヴィッド・ポラート〈ポール・ジェフリー〉）
- 男たちの挽歌 III アゲイン/明日への誓い（叔父〈シー・キエン〉）※ソフト版
- おもちゃの国のクリスマス（グリム判事）
- 俺たちは天使じゃない（店主）
- オンリー・ザ・ロンリー（ラリー）
- カーツーム ※NETテレビ版
- 怪奇!血のしたたる家（ポール）
- カクテル
- 過去へ旅した女（ジョン）
- 華氏451（フェビアン〈アントン・ディフリング〉）※TBS版
- 火星人地球大襲撃（新聞売り）※NETテレビ版
- 風と共に去りぬ（ジョン・ウィルクス、ジョニー・ギャラガー）※日本テレビ新録版
- 風と共に散る（ジャスパー・ハドリー〈ロバート・キース〉）※ソフト版
- カトマンズの男（レオン〈ジャン・ロシュフォール〉）※テレビ東京版
- カナディアン・エクスプレス（切符取扱員、ナイグロ）※ソフト版
- ガバリン（神父）
- 兜 KABUTO（フィリップ国王〈クリストファー・リー〉）
- 仮面秘書（レスター・ハウランド）
- 華麗なるギャツビー ※テレビ朝日版
- カンニング・モンキー 天中拳（知事）※フジテレビ版
- がんばれ!ベアーズ 特訓中（レスター・イーストランド）※日本テレビ版
- がんばれ!ルーキー（ボブ・カーソン〈エディ・ブラッケン〉）
- ガン・ホー（コンラッド・ズワート市長〈ランス・ハワード〉）
- 騎兵隊（ヘンリー・グッドボディ退役大尉）※テレビ朝日版
- キャスパー（ストレッチ）※VHS版
- キャノンボール2（パイロット）
- Q&A（プレストン・パールスタイン）※ソフト版
- 吸血鬼の接吻（ブルーノ、ザビエル神父）
- 巨大クモ軍団の襲撃（ヴァーン・ジョンソン）
- 金色の嘘（A・R・ジャーヴィス〈ピーター・アイア〉）
- キングコング2（ベンソン・ヒューズ博士）※劇場公開版
- キング・ソロモンの秘宝2/幻の黄金都市を求めて（エイゴン司祭〈ヘンリー・シルヴァ〉）※フジテレビ版
- クイズ・ショウ（ハリス委員長〈ジョージ・マーティン〉）
- 暗くなるまで待って（人形を縫う老人）
- クリープゾーン エイリアン・インベージョン（キャラハン牧師）
- グリーンフィンガーズ（ファーガス・ウィルクス〈デイビッド・ケリー〉）
- クリエイター（ブラワー教授）※VHS版
- グレートスタントマン（保安官）※テレビ朝日版
- クレイマー、クレイマー（スペンサー、アトキンス判事）※日本テレビ版
- 黒い罠
- グローリー（フレデリック・ダグラス、ハギス主計将校）※ソフト版
- ゴーストバスターズ（大司教〈トム・マクダーモット〉）※テレビ朝日版
- 恋は運命とともに（フォーディンブリッジ）
- 恋人たちの予感（アイラ・ストーン）※ソフト版
- 絞殺魔（ニュースリポーター）
- 荒野の1ドル銀貨（ドナルドソン）※TBS版
- 荒野の七人（チャムリー）※NET版
- 荒野の大活劇（銀行家スコット）
- コクーン2/遥かなる地球（バーニー〈ジャック・ギルフォード〉）※ソフト版
- コナン・ザ・グレート ※テレビ朝日版
- コマンチェロ（ジャクソン・ブリーン判事）※テレビ朝日新録版
- コマンド戦略（マーク・W・クラーク中将〈マイケル・レニー〉）※NET版
- 殺しのダンディー（フレイザー〈ハリー・アンドリュース〉）
- ゴンゾ宇宙に帰る（ラフト将軍〈パット・ヒングル〉、ウォルドーフ）
- コンボイ（18輪エディ）
- サイコ（ジョージ・ロウリー社長、ジェームズ・ミッチェル）※フジテレビ版
- サイコ2（裁判長）
- サイボーグコップ（ケッセルの客）
- さすらいのガンマン（ジェファーソン・クレイ町長）
- 殺人者たち（老人）
- サバイバル・ガイド
- ザ・ファーム 法律事務所 ※フジテレビ版
- サムソンとデリラ ※フジテレビ版
- さよならをもう一度（フルーリー弁護士）
- 猿の惑星（マクシマス〈ウッドロー・パーフリー〉）※TBS版
- 三銃士（ジュサック〈アンヘル・デル・ポゾ〉）
- サンタクロース・リターンズ! クリスマス危機一髪（ファーザー・タイム〈ピーター・ボイル〉）
- シーウルフ（ジャック・カートライト〈トレヴァー・ハワード〉）※テレビ東京版
- ジーザス（シメオン）
- 料理長殿、ご用心 ※テレビ朝日版
- シノーラ（司祭）
- 死の標的（医師〈アール・ボーエン〉）※テレビ朝日版
- シビルの部屋（フィリップ・アシュビー）※テレビ東京版
- 死亡の塔（ロー兄弟の父親）
- じゃじゃ馬ならし（グレミオー〈シリル・キューザック〉）
- ジャッカルの日（コルベール将軍〈モーリス・デナム〉）※日本テレビ版・テレビ朝日版、（サンクレール）※テレビ東京版
- ジャック・サマースビー（ドック・エヴァンズ）※ソフト版
- 上海1920 あの日みた夢のために（チェン）
- シュガー・ヒル（ガス・モリーノ〈エイブ・ヴィゴダ〉）
- ジョーズ ※日本テレビ版
- 上流社会（ウィリーおじさん〈ルイス・カルハーン〉）※TBS版
- 少林寺への道（リュウ）
- ジョニー・ハンサム（判事）
- 新・荒野の用心棒（ユマ）
- 新・脱獄の用心棒（メンドーサ）
- スウィーニー・トッド（マクスウェル教授）
- スキャンダル（ハンドリー裁判長）
- スクワーム（ウィリー・グライムズ）
- スコア（ダニー〈ポール・ソールズ〉[41]）
- スター・ウォーズ エピソード4/新たなる希望（グランド・モフ・ターキン〈ピーター・カッシング〉）※劇場公開版、（ドドンナ将軍）※ソフト版
- スタートレックIII ミスター・スポックを探せ!（スタイルズ船長〈ジェームズ・シッキング〉）※日本テレビ版
- スティング（レオナード）※日本テレビ版
- スパイ・ハード（ユクリンスキー教授〈エリヤ・バスキン〉）
- スパルタカス（ティグラネス〈ハーバート・ロム〉）※フジテレビ版
- 世紀の怪物/タランチュラの襲撃（アンディ・アンダーソン）
- 成功の甘き香り（ハーヴェイ・ウォーカー上院議員）
- 世界中がアイ・ラヴ・ユー（おじいちゃん〈パトリック・クランショー〉）
- セブンス・カース（教授〈ケン・ボイル〉、チュウ博士〈チュウ・ヤン〉）
- 戦火の勇気（ジョエル・ウォーデン〈ケン・ジェンキンス〉、ジョージ・ブッシュ）※ソフト版
- 戦艦シュペー号の最後（オイゲン・ミリントン・ドレイク）※フジテレビ版
- 続・荒野の1ドル銀貨（モーニング・グローリー）※テレビ東京版
- 続・荒野の用心棒（ジョナサン神父）※テレビ東京版
- ダークマン（ホン・ファト）※VHS版
- ダーティ・ダンシング（ティト・スアレス）※フジテレビ版
- 大逆転（医師〈フィリップ・ボスコ〉）※フジテレビ版
- 大災難P.T.A.（ブライアント〈ウィリアム・ウィンダム〉）
- 大盗賊（マリショ〈マルセル・ダリオ〉）※ソフト版
- タイムマスター/時空をかける少年（マーリン〈ロン・ムーディー〉）
- 黄昏のチャイナタウン（ローレンス・ウォルシュ〈ジョー・マンテル〉）
- 脱出（歯抜け男）※テレビ朝日版
- 007シリーズ
  - 007 ゴールドフィンガー（スミザース〈リチャード・ヴァーノン〉）※日本テレビ版
  - 007 ムーンレイカー（ゴーゴル将軍〈ウォルター・ゴテル〉）※TBS版
  - 007 美しき獲物たち（|Q〈デスモンド・リュウェリン〉）※TBS版
  - 007 リビング・デイライツ（Q〈デスモンド・リュウェリン〉）※TBS版・ANA機内上映版
  - 007 消されたライセンス（Q〈デスモンド・リュウェリン〉）※TBS版・JAL機内上映版
  - 007 トゥモロー・ネバー・ダイ（Q〈デスモンド・リュウェリン[42]〉）※フジテレビ版・テレビ朝日版
  - 007 ワールド・イズ・ノット・イナフ（Q〈デスモンド・リュウェリン〉）※テレビ朝日版
- 007/カジノ・ロワイヤル（マチス警部、Q、バグパイプ奏者〈ピーター・オトゥール〉）※日本テレビ版、（マクタリ〈ジョン・ヒューストン〉、ジョージ・ラフト、マチス警部）※NET版
- 弾丸を噛め（記者〈ロバート・ドナー〉）
- 地下室の悪夢（スティーヴンソン）※VHS版
- 地球爆破作戦（グローバーCIA長官〈ウィリアム・シャラート〉）
- チキンハート・ブルース（獣医〈ヴィンセント・スキャヴェリ〉）
- 地底王国（アブナー・ペリー〈ピーター・カッシング〉）
- チャタレイ夫人の恋人（フィールド）
- チャンプ
- 沈黙の陰謀（クレム）※日本テレビ版
- 月の輝く夜に（老人〈フェオドール・シャリアピン・ジュニア〉）※ANA機内上映版
- テキサス（ネイラー〈ドン・ベドー〉）※テレビ朝日版
- デビルスピーク（キンケイド大佐〈チャールズ・タイナー〉）
- デビルとマックス/悪魔が天使?（閻魔大王〈レジー・ナルダー〉、グレッグ・ウィームズ）
- デルタ・フォース（ハリー・ゴールドマン〈ジョーイ・ビショップ〉、ニコラス神父）
- テレフォン（スチュアート・ディラー神父、中尉）
- 天国の日々
- 天使とデート（オシェイ神父〈チャールズ・レイン〉、医師〈ロイヤル・ダノ〉）
- 天使のくれた時間（ピーター・ラシター〈ジョセフ・ソマー〉）
- 天使の自立（ライアン神父）
- テンタクルズ（ネッド・ターナー〈ジョン・ヒューストン〉）
- トータル・フィアーズ ※フジテレビ版
- ドイツ戦車軍団撃滅作戦（ウィリアム・ブルックス）
- どつかれてアンダルシア (仮)
- 特攻大作戦（エヴェレット・ダッシャー・ブリード大佐〈ロバート・ライアン〉）
- トム・ホーン（トーマス・バーク）
- ドラキュラ'72（ドラキュラ伯爵〈クリストファー・リー〉）
- ドラグネット 正義一直線（ビル・ギャノン署長〈ハリー・モーガン〉[43]）※機内上映版
- ドラゴンロード（キム〈ウォン・インシク〉[44]）※フジテレビ版
- ドラブル
- ドランクモンキー 酔拳（翡翠売り）※フジテレビ版
- 鳥（アル・マローン保安官代理〈マルコム・アターバリー〉）※フジテレビ版
- ナイトメア・シティ（マーチソン将軍〈メル・ファーラー〉）
- ニューマン（ジェーガー）
- 人間狩り（父〈ロイヤル・ダノ〉）
- ノスフェラトゥ（ヴァン・ヘルシング教授）
- ハード・ウェイ（フランク）※ソフト版
- バード・オン・ワイヤー（ルー・ベアード〈ジェフ・コーリー〉）※ソフト版
- 裸の銃を持つ男（テッド・オルセン〈エド・ウィリアムス〉、ルーホッラー・ホメイニー）※ソフト版
- 裸のランナー（ルドルフ・フレンツェル）
- バックファイヤー!（マーシャル〈ロバート・ミッチャム〉）
- バットマン オリジナル・ムービー（ジョーカー〈シーザー・ロメロ〉、アルフレッド）※ソフト版
- バラキ（捜査官）※テレビ朝日版
- 遥かなる大地へ（ダンティ・ダフ〈シリル・キューザック〉）
- ハロウィン5 ブギーマン逆襲（庭師〈ジャック・ノース〉）※VHS版
- 引き裂かれたカーテン（ウィンケルマン教授〈ロバート・ブーン〉、ヒューゴ〈モーリス・ドナー〉）※フジテレビ版
- 悲愁（ロビンソン）
- 羊たちの沈黙（ラング）※VHS版
- 媚薬
- ビリー・ザ・キッド/21才の生涯（ブラック・ハリス〈L・Q・ジョーンズ〉、ピート〈ポール・フィックス〉）
- 昼下りの決斗（ルーサー・サンプソン）
- ヒロシマ（シームズ神父〈マックス・フォン・シドー〉）
- ブーメランのように（ルナック）
- ファミリー・プロット（ホイーラー〈チャールズ・タイナー〉）※テレビ朝日版
- フィラデルフィア・エクスペリメント2（ジェームズ・ロングストリート博士）
- フォレスト・ガンプ/一期一会（ジョンソン大統領）※日本テレビ版
- フォロー・ミー（スクランプトン）
- 不思議の国のアリス(1985)（三月ウサギ〈ロディ・マクドウォール〉）
- フランケンシュタインの逆襲（バーンスタイン教授）
- ブルー・マックス（ハンス）※フジテレビ版
- ブレイクアウト（スミティ）
- ブレイブハート（ロクリン）※ソフト版
- プロジェクト・イーグル（アンダーソン）※フジテレビ版
- プロテクター（本部長〈ローナン・オケイシー〉[45]、ウィン〈リー・ホイサン〉）※フジテレビ版
- ペーパー・ムーン（牧師）※TBS版
- ベイビーズ・デイアウト/赤ちゃんのおでかけ（ティンセル〈エディ・ブラッケン〉）
- ベガス・バケーション（エリス〈シド・シーザー〉）
- 北京の55日
- ベニイ・グッドマン物語（フレッチャー・アンダーソン）
- 暴走機関車 ※テレビ朝日版
- 暴力脱獄
- 北斗の拳（リュウケン〈マルコム・マクダウェル〉）
- 星に想いを（ボリス・ポドルスキー）
- 星の国から来た仲間（マイケル＝ジョン）※劇場公開版
- ポセイドン・アドベンチャー（マニー・ローゼン〈ジャック・アルバートソン〉）※LD版
- 微笑みがえし（マックス〈ミロ・オーシャ〉）
- ポリスアカデミーシリーズ（ヘンリー・J・ハースト長官）
  - ポリスアカデミー3 全員再訓練!
  - ポリスアカデミー4 市民パトロール
  - ポリスアカデミー5 マイアミ特別勤務 ※TBS版
- マーヴェリック（御者〈ポール・ブラインガー〉）※テレビ東京版
- マイ・ブルー・ヘブン（ビリー・スパロウ〈ウィリアム・ヒッキー〉）
- マジック（ファッツ）
- 魔女は16才（ウィーヴァー先生）
- マネキン（ハンス）
- マペットのオズの魔法使い（ヘンリーおじさん〈デヴィッド・アラン・グリア〉、ウォルドーフ）
- マペットめざせブロードウェイ!（ウォルドーフ）※ソニー・ピクチャーズ版
- マルキ（ドム・ポンペロ神父）
- マルホランド・ドライブ（ウォーリー・ブラウン〈ジェームズ・カレン〉、ローク）
- ミスター・ノーボディ（ジョー）※フジテレビ版
- 燃えよデブゴン 地獄の危機一髪（老師〈カール・マッカ〉）
- 燃えよドラゴン（リーの父）※TBS版
- モンティ・パイソン・アンド・ホーリー・グレイル（歴史学者〈ジョン・ヤング〉、「ニッ」の騎士〈マイケル・ペイリン〉 他）
- モンティ・パイソン/ライフ・オブ・ブライアン（マシアス〈ジョン・ヤング〉）
- 野獣捜査線（クレイギー）
- 野生のエルザ（ケンドル〈ジェフリー・キーン〉）※テレビ朝日版
- 奴らを高く吊るせ!（マドウ〈ラッセル・トーソン〉）
- ヤング・フランケンシュタイン（村の長老〈アーサー・マレット〉、フォルクシュタイン〈リチャード・ヘイデン〉）※LD版
- ヤングマスター 師弟出馬（カム〈ウォン・インシク〉[46]）※フジテレビ版
- 夕陽のガンマン（トゥーカムケアリの保安官）※テレビ朝日版
- ヨーク軍曹（バクストン少佐）
- 四銃士（ジュサック〈アンヘル・デル・ポゾ〉）
- リチャードを探して（イーリー司教）
- 龍拳（クイン〈ヤム・サイクン〉）※VHS版
- レイダース/失われたアーク《聖櫃》（マスグローブ〈ドン・フェローズ〉）※日本テレビ版
- レジェンド/光と闇の伝説（スクリューボール〈ビリー・バーティ〉）
- レナードの朝（シドニー〈リチャード・リバティーニ〉、キーン）※ソフト版
- ロードハウス/孤独の街（レッド・ウェブスター）※VHS版
- ローマの哀愁（若い男）
- ローマの休日（大使〈ハーコート・ウィリアムズ〉、ジョヴァンニ）※ソフト版、（将軍〈トゥリオ・カルミナティ〉）※TBS版
- ロサンゼルス（ニューヨーク検事〈J・D・キャノン〉、クラーク医師）※テレビ朝日版
- ロスト・ワールド/ジュラシック・パーク（執事〈イアン・アバークロンビー〉）
- ロビンとマリアン（ジャック）※テレビ朝日版
- ワーロック ※テレビ朝日版
- ワイルド・ギース（ゲーガン神父〈フランク・フィンレー〉、マーティン〈ジェフ・コーリー〉）
- わが心のボルチモア（ハイミー・クリチンスキー）

#### ドラマ
- 悪魔の異形 #6（ハインツ・ホフマン）
- アメリカン・ヒーロー #27（カルヴィン）
- ER緊急救命室
  - シーズン1 #9、#17（ソンバーグ〈ジョン・デイヴィス・チャンドラー〉）
  - シーズン2 #4（サムスキー）
  - シーズン3 #2（ヒース〈エリック・クリスマス〉）、#11（リーシー〈チャールズ・デュガン〉）、#15（アントン・ノヴォトニー〈ネイザン・デイヴィス〉）
  - シーズン4 #21,22（カインホルツ〈ケネス・タイガー〉）
  - シーズン4 - 9（パブロ〈サム・ヴラホス〉）
  - シーズン12 #9（スペバセク〈ケネス・キミンズ〉）
- インヴェイジョン 侵略（エド・パートリッジ）
- インディ・ジョーンズ/若き日の大冒険（ゲン・フク）
- WITHOUT A TRACE/FBI 失踪者を追え!3 #2
- 宇宙船レッド・ドワーフ号（グレゴリウス13世〈マイケル・バレル〉）
- 俺がハマーだ!
  - シーズン1 #5（クランデル〈マイケル・エンサイン〉）
  - シーズン2 #9（ヴィンセント・ラゴウスキー〈バーニー・コペル〉）
- オン・ジ・エアー（アンサー教授〈チャールズ・タイナー〉）
- がんばれ!ベアーズ（フロスティ）
- 恐竜家族（ファイカス）
- 刑事コロンボシリーズ
  - 刑事コロンボ 死者の身代金（カールソンFBI主任〈ハロルド・グールド〉）
  - 刑事コロンボ 野望の果て（署長）
  - 刑事コロンボ 忘れられたスター（ウエストラム医師） ※完全版追加収録部分
  - 新・刑事コロンボ 死者のギャンブル（エド）
  - 新・刑事コロンボ 奪われた旋律（プリーストリー）※日本テレビ版
- 刑事スタスキー&ハッチ シーズン1 #21（フランクリン医師）
- 刑事ロニー・クレイブン（ロス〈ジョン・ウッドヴァイン〉）
- こちらブルームーン探偵社 シーズン2 #7（検視官）
- ザ・タイタニック/運命の航海（ジョン・ジェイコブ・アスター4世）
- ザ・ルーシー・ショー シーズン4 #12（ジェリー・バイク）※TBS版
- 三国志（盧植子幹）※NHK-BS2版
- シークエスト（教授）
- シドニー・シェルダンの明日があるなら（チャールズの父、ローレンス判事、フォガティ弁護士、ヴァーノン・アッカーマン博士）※VHS版
- ジム・ヘンソンのストーリーテラー（渡し守〈ロバート・エディソン〉）
- ジム・ヘンソンのファンタジー・ワールド
- シャーロック・ホームズの冒険
  - 四人の署名（ラル・チャウダー）
  - 高名の依頼人（ジャーヴィス）※追加収録部分
- 主任警部モース 消えた装身具（エディ・ポインデクスター）
- 新アウターリミッツ（マディソン医師〈ケン・キャムルー〉、リンストロップ教授〈ロバート・クローシア〉、ジェリー〈ハロルド・グールド〉、ジム〈トム・ヒートン〉）
- 新・ヒッチコック劇場 シーズン1 #7（エヴェレット）、#12（フレッチャー、バス運転手）
- スパイ大作戦
- スピン・シティ（オーウェン・キングストン〈クリストファー・ロイド〉）
- SOAP ソープ シーズン1 #7（カービー〈アラン・オッペンハイマー〉）
- 狙撃者/ボーン・アイデンティティ（フリッツ・コーニック〈ピーター・ヴォーン〉）※ソフト版
- ソドムとゴモラ（テラ〈ヴィットリオ・ガスマン〉）
- 第一容疑者5 死のゲーム（ジェームズ・グリーンリース）
- ダンディ2 華麗な冒険 #15（バグパイプ王子）
- 探偵ハート&ハート シーズン3 #16（サイラス・シンシア〈アラン・オッペンハイマー〉、フラワーズ）
- 地上最強の美女たち!チャーリーズ・エンジェル
  - シーズン2 #2（サミー・テルフォード）
  - シーズン3 #9（ブルンナー船長）、#16（サイモン・オーウェンズ〈ロバート・シモンズ〉、ジェームズ・ハンナ〈アーサー・マレット〉）
- 地上最強の美女バイオニック・ジェミー
  - シーズン2 #2（不動産屋）
  - シーズン3 #19（トミーの父親〈オーガスティン・バジェホ〉）
- 超音速攻撃ヘリ エアーウルフ
  - シーズン2 #3（ロジャー・バートン博士）、#8（メイスの父）
  - シーズン3 #4（スタンリー・ロバーツ教授）、#19（ジェントリー〈ジョン・デイヴィス・チャンドラー〉）
- 電撃スパイ作戦 #17（元ナチスドイツ空軍中尉）、#22、#26
- 逃亡者 #7、#10、#32（ウェーバー）、#101（アーウィン警部〈ダグラス・ヘンダーソン〉）、＃107（ミッチェル〈ハーラン・ワルデ〉）、#113（ソーントン〈ラス・コンウェイ〉）、#118（サム・ジェンセン〈ダブス・グリア〉）、#119
- 特攻ギャリソン・ゴリラ #24
- 特攻野郎Aチーム
  - シーズン2 #10（クレイジー・トミー・ティリス）、#19（ウォーレン・ティーズデール）
  - シーズン4 #8（チャウ将軍〈ジェームズ・ホン〉）、#21（サム・マリーニ）
- ナルニア国物語（リーピチープ〈ワーウィック・デイヴィス〉）
- 秘密指令S 第2話
- ふたりは最高!ダーマ&グレッグ シーズン3 #14（リー）
- 冒険野郎マクガイバー シーズン2 #8（ナイストロム）
- マッコイと野郎ども #1（テイト）
- ミスター・ベンソン シーズン1 #17（ラリー・ワトキンス）
- ミステリーゾーン
  - シーズン1 #21「めぐりあい」 （老人）
  - シーズン2 #12「縄」（保安官）
  - シーズン5 #7 「洞窟の予言者」（ジェイソン〈ジョン・マーリー〉）
  - シーズン5 #11 「ある泉からの一杯」（ハーモン・ゴードン〈パトリック・オニール〉）
- ミス・マープル 復讐の女神（ジェイソン・ラフィール）
- ロンサム・ダブ（ピート）

#### アニメ
- アイアン・ジャイアント（アール）
- アニマニアックス（Dr. オットー・スクラッチャンスニフ）
- アンデルセン・ストーリーズ（ラーセン）
- イウォーク物語（ゴルニーシュの部下）※DVD版
- ザ・シンプソンズ（チャールズ・モンゴメリ・バーンズ社長〈初代〉、エディ〈初代〉 他）※シーズン14まで
- タンタンの冒険（アランビーク、ドリモン、船長 他）
- トムとジェリー（TBS版）（スパイク、ブッチ、トムの悪友、ライオン、ラジオの怪談）
- トムとジェリーの大冒険（リックブート）
- ディズニー作品
  - スクルージ・マクダック※BVHE版初代
    - ダックテイル
      - ダックテイル・ザ・ムービー/失われた魔法のランプ

    - ハウス・オブ・マウス
    - ポップアップ ミッキー/すてきなクリスマス
    - ミッキーのクリスマスキャロル ※BVHE版・DC版

  - おしゃれキャット（牛乳配達）
  - 白雪姫（ねぼすけ）※1980年再公開版
  - チップとデールの大作戦（ポップトップ）※新吹き替え版
  - パパはグーフィー（監視官、ガルボンゾ、グーフ博士）
  - ビアンカの大冒険 ※1981年劇場公開版
  - ヘラクレス（テーベの人々）
- ロビン・フット（トリガー）※劇場公開版
- DCアニメイテッドユニバース（アルフレッド・ペニーワース）
  - バットマン
  - バットマン/マスク・オブ・ファンタズム
  - スーパーマン
  - ジャスティス・リーグ
- ネッズニュート（店主）
- バッグス・バニーのぶっちぎりステージ
- 爆走バギー大レース（食いしん坊）
- フィリックス・ザ・キャット（プロフェッサー、ビル、時間装置、神様、老人 他）
- プリンス・オブ・エジプト
- ヘイ・アーノルド!（フィル）
- モンキーマジック（須菩提）
- リトル・ニモ（ジーニアス教授）

#### 人形劇
- サンダーバード（レーダー係、乗客、レッドアロー1号操縦士・レース、警官A、タスマン）
- マペット・ショー（フロイド・ペッパー）
- マペットのメリー・クリスマス（ニッキー・ナット〈ロビン・モスリー〉、ウォルドーフ）
- マペット放送局（ウォルドーフ、ドクターフィル）

### 特撮
- 行け! 牛若小太郎（妖怪の声）
- 快獣ブースカ（オットセイの声）

### その他のコンテンツ
- ソースネクスト メキメキ算数伝説/算数伝説 ドラゴンクリスタルを探せ（かめ王）[注 9]
- ハーツ・アンド・マインズ/ベトナム戦争の真実（デヴィッド・エマーソン、グエン・ゴク・リン）
- 世界まるごとHOWマッチ（声の出演）
- 東京ディズニーランド
  - 白雪姫と七人のこびと（スリーピー）